# Попов, Иван Максимович
Иван Максимович Попов (1758—1821) — российский общественный деятель, градоначальник Петрозаводска, купец.

## Биография
Родился в семье купца Максима Фёдоровича Попова, уроженца д. Восточное Кончезеро Олонецкой губернии. В 1778—1782 годах отец состоял бургомистром Петрозаводского городского магистрата.
И. М. Попов занимался хлебной торговлей.
В 1783—1784 годах служил бургомистром Петрозаводского магистрата.
В 1788—1790 и 1799—1801 годах — городской голова Петрозаводска. Первый в истории Петрозаводска городской голова, руководивший деятельностью городской думы, впервые избранной в декабре 1787 года.
Занимался организацией строительства Гостиного двора в Петрозаводске. Первая линия Гостиного двора открылась в 1790 году, в дальнейшем комплекс Гостиного двора занял квартал между Английской, Садовой, Малой Подгорной и Соломенской улицами.
Принимал участие в организации городской полицейской службы.

## Семья
Жена — Анна Егоровна (род. 1760, Олонец), купеческая дочь. Сыновья — Иван (род. 1822), Максим (род. 1833).